# Макейл, Дороти
До́роти Маке́йл (англ. Dorothy Mackaill; 4 марта 1903, Кингстон-апон-Халл, Йоркшир и Хамбер — 12 августа 1990, Гонолулу) — американская актриса театра, кино и телевидения британского происхождения.

## Биография
Дороти Макейл родилась 4 марта 1903 года в городе Кингстон-апон-Халл, Великобритания. Когда ей было одиннадцать лет её родители разошлись, и девочка осталась жить с отцом. Окончив школу, Дороти, ещё в подростковом возрасте, уехала в Лондон, чтобы стать актрисой. Некоторое время провела в Париже, а вскоре познакомилась с хореографом бродвейской постановки «Безумств Зигфелда», который убедил её переехать в Нью-Йорк и стать актрисой этих постановок. В 1920-21 годах Дороти играла в «Ревю века» и «Полуночных шалостях Зигфелда».
В 1920 году впервые появилась на экране в фильме «Лицо в окне». В 1921 году она снялась с Анной Мэй Вонг, Ноа Бири и Лоном Чейни в драме Маршалла Нилана «Кусочки жизни» (Bits of Life). В последующие годы Маккейл снималась с такими актёрами, как Ричард Бартелмесс, Род Ла Рок, Коллин Мур, Джон Бэрримор, Джордж О'Брайен, Биби Даниелс, Милтон Силлс и Анна Квирентия Нильссон.
В 1924 году стала одной из «юных „звёзд“ с большим будущим» — WAMPAS Baby Stars.
C наступлением эры звукового кино популярность Дороти Макейл стала постепенно убывать, она снималась всё реже и далеко не всегда в главных ролях. В 1937 году актриса ушла из кинематографа, посвятив себя заботам о больной матери.
Дороти кратковременно возвращалась на экраны: в 1953, 1976 и 1980 годах она сыграла небольшие роли в отдельных эпизодах телесериалов.
Дороти Макейл скончалась 12 августа 1990 года от почечной недостаточности в Гонолулу, США.

### Личная жизнь
Дороти Макейл была замужем трижды:
- 1926—1928 — Лотар Мендес (нем. Lothar Mendes)[8][9] [10]— немецкий сценарист и режиссёр. Развод.
- 1931—1934 — Нил Миллер. Развод[11].
- 1934—1938 — Гарольд Паттерсон. Развод.

Детей не было ни от одного из мужей.

## Избранная фильмография
- 1920 — Лицо в окне[англ.]
- 1921 — Эпизоды жизни / англ. Bits of Life
- 1921 — The Lotus Eater[англ.] (в титрах не указана)
- 1924 — / англ. The Next Corner — Элси Мори
- 1924 — Шахта с железной дверью / англ. The Mine with the Iron Door — Марта Хиллгроув
- 1925 — Джоанна[англ.] — Джоанна Маннерс
- 1925 — Отпуск на берег[англ.] — Конни Мартин
- 1927 — Конвой[англ.] — Сильвия Додж
- 1928 — Зазывала / англ. The Barker — Лу
- 1929 — Большая делёжка[англ.] — Руфь Джоржан
- 1929 — / англ. The Love Racket — Бетти Браун
- 1931 — / англ. Kept Husbands — Дороти Паркер Брантон
- 1931 — В безопасности в аду / англ. Safe in Hell — Джилда Карлсон, она же Джилда Эриксон
- 1932 — Любовный роман[англ.] — Кэрол
- 1932 — Трудный мужчина[англ.] — Кей Эверли
- 1953 — / англ. Westinghouse Studio One (в эпизоде «The Magic Lantern»)
- 1976, 1980 — Гавайи 5-O / Hawaii Five-O — разные роли (в 2 эпизодах)